# Georges Herment
Pour les articles homonymes, voir Herment (homonymie).
Georges Herment, né le 6 mai 1912 à Montauban, mort le 15 novembre 1969 à Penne, est un poète et romancier français
Georges Herment a étudié au Lycée Ingres de Montauban, à Toulouse et à Paris. Dès sa jeunesse il faisait de la batterie, il devenait adepte du jazz et un membre actif du Hot Club de France. Il organise dans les années 1935-1936 autour de lui un groupe de jeunes, parfois nommé Groupe de Montauban, parmi lesquels Jean Malrieu à qui il a fait découvrir la poésie. Il a fondé en mai 1937 le Hot-Club de Montauban. Son premier livre de poèmes, Déluges, lui vaut en 1937 le prix de Poésie à Bruxelles. 
Résistant pendant la Seconde Guerre mondiale, il est fait prisonnier en 1940, il réussit à la troisième tentative d'évasion. Il publie en 1945 Evadé d'Allemagne. 
Après la guerre, il rejoint le trio Jimmy Rena comme batteur. Un accident d'incendie oblige Herment (surnommé par la suite le poète brulé) d'arrêter la musique. Il s'installe en 1952 facteur à Penne-du-Tarn. 
Il est l'auteur de plus de mille poèmes, qui pour une part ne sont publiés que posthumes.
En 1954, il publie Les Brise-Fer, roman autobiographique sur son enfance et adolescence, et en 1967 un deuxième roman Le voyage involontaire. 
Il était ami de Pierre Reverdy, qui a préfacé Déluges, et de Julien Gracq, qui a préfacé Matière promise.
Georges Herment est enterré à Penne-du-Tarn.
L'impasse Georges-Herment à Montauban porte son nom.

## Publications
- 1936: Hot – sixième sens, in: Jazz hot, 9 (Juin 1936), p. 12–13
- 1937: Déluges, poésie, Corti
- 1938: Perfection and Simplicity, in: JAM. 1938[5]
- 1945: Évadé d'Allemagne
- 1948: Un grand musicien noir : Chick Webb, in:  Présence Africaine 1948/3 (No 4)
- 1952: Douze millions de Noirs, in: Le Point : revue artistique et littéraire no 40, janvier 1952. Numéro sur "Le Jazz"[6].
- 1952: Traité de la Pipe, Denoël
- 1954: Les Brise-Fer, Gallimard
- 1962: P. Reverdy, in : Revue du Tarn, décembre 1962
- 1963: Seuil de Terre, La Fenêtre ardente prix Antonin-Artaud 1964
- 1963: Mon ombre ou toi, réédité in SUD, revue trimestrielle nr 3. 1971
- 1967: Le Poème enseveli, La Fenêtre ardente
- 1967: Le Voyage involontaire, roman, 1967, Alternance
- 1973: Matière promise, collection SUD
- 1981: Au bord du signe, poèmes de Georges Herment, dessins de Matieu, Verdier

## Sources
- Julien Gracq, dans son préface de Georges Herment: Matière promise, collection SUD, 1973.
- Robert Sabatier, Histoire de la poésie française du XXe siècle -, volume 3, p. 257 à lire en ligne
- Michel Ferrer, Afin que nul n'oublie les poètes - Petites biographies de mes amis défunts, éditions du Beffroi, 2014
- Photo de Georges (Jo) Herment et sa femme Tony sur le site PENNE MIRABILIA MUSEUM